# 999 Zachia
Zachia (asteroide 999) é um asteroide da cintura principal com um diâmetro de 17,9 quilómetros, a 2,0494612 UA. Possui uma excentricidade de 0,2156111 e um período orbital de 1 542,63 dias (4,22 anos).
Zachia tem uma velocidade orbital média de 18,42632001 km/s e uma inclinação de 9,76816º.
Esse asteroide foi descoberto em 9 de Agosto de 1923 por Karl Reinmuth.